# دان ریگزیو
دان ریگزیو (انگلیسی: Don Rigazio؛ زادهٔ ۳ ژوئیهٔ ۱۹۳۴) بازیکن هاکی روی یخ اهل ایالات متحده آمریکا است.